# Арсений (Пожарный)
Епи́скоп Арсе́ний (в мире Дмитрий Витальевич Пожарный, укр. Дмитро Віталійович Пожарний; род. 7 ноября 1987, Ковель, Волынская область) — архиерей Православной церкви Украины, епископ Богуславский (с 2023), викарий Киевской епархии.

## Биография
Родился 7 ноября 1987 года в городе Ковеле Волынской области в семье рабочих.
В 1994 году пошёл в общеобразовательную среднюю школу № 13 Ковеля. В 1997 году поступил в городскую гимназию Ковеля, которую окончил в 2004 году.
В 2004 году поступил в Киевскую духовную семинарию.
С 2004 по 2007 год нёс послушание иподиакона у ректора КПБА архиепископа Переяслав-Хмельницкого Димитрия (Рудюка).
29 марта 2007 года архиепископом Переяслав-Хмельницким Димитрием пострижен в монашество в Михайловском Златоверхом мужском монастыре с именем Арсений в честь святителя Арсения, митрополита Ростовского.
1 апреля 2007 года, в праздник Входа Господня в Иерусалим, в Свято-Владимирском патриаршем кафедральном соборе города Киева патриархом Филаретом хиротонисан во иеродиакона.
С марта 2008 года, по благословению архиепископа Димитрия, наместника обители, нёс послушание заведующего монастырской канцелярией, а также редактора официального сайта Михайловского Златоверхого монастыря.
В июне 2009 года окончил Киевскую православную богословскую академию, успешно защитив магистерскую работу по теме «Дух и плоть в христианском мировоззрении», получив диплом магистра богословия.
С сентября 2009 года являлся аспирантом КПБА.
16 ноября 2009 года назначен благочинным Михайловского Златоверхого монастыря в Киеве.
9 июня 2010 года в академическом храме Святого Апостола и Евангелиста Иоанна Богослова патриархом Филаретом (Денисенко) был хиротонисан во иеромонаха.
16 июня 2010 назначен наместником Свято-Николаевского мужского монастыря города Богуслав Киевской епархии.
18 апреля 2011 года ко Дню Святой Пасхи был возведён в достоинство игумена, а 22 мая 2019 года в достоинство архимандрита.
7 ноября 2023 года Священным синодом Православной церкви Украины был избран для рукоположения в сан епископа Богуславского, викария Киевской епархии. В тот же день состоялось его наречение во епископа.

## Архиерейство
8 ноября 2023 год в Михайловском Златоверхом монастыре в Киеве состоялась его архиерейская хиротония. Хиротонию совершили: митрополит Киевский Епифаний (Думенко), митрополит Львовский и Сокальский Димитрий (Рудюк), митрополит Симферопольский и Крымский Климент (Кущ), митрополит Полтавский и Кременчугский Феодор (Бубнюк), архиепископ Яготинский Александр (Решетняк), архиепископ Черновицкий и Кицманский Онуфрий (Хаврук), архиепископ Вышгородский Агапит (Гуменюк), епископ Ужгородский и Хустский Кирилл (Михайлюк), епископ Белогородский Иоанн (Швец), епископ Запорожский и Мелитопольский Фотий (Давиденко), епископ Херсонский и Каховский Борис (Харко), епископ Донецкий и Славянский Савва (Фризюк), епископ Ровенский и Сарненский Гавриил (Кризина) и епископ Херсонский и Таврический Никодим (Кулыгин).

## Награды
- Орден Святого Архистратига Михаила (5 мая 2010 года, «за заслуги по возрождению духовности в Украине»)